# Schlacht bei Sorauren
Bailén –  Roliça –Vimeiro – Saragossa (1808) – Burgos (Gamonal) – Medina de Rioseco – Espinosa –  Tudela – Somosierra – Saragossa (1809) – La Coruña – Torres Vedras – Valls – Braga – Oporto – María – Talavera – Ocaña – Gerona – Ciudad Rodrigo (1810) – Buçaco – Gévora – Barrosa – Badajoz (1811) – Fuentes de Oñoro – La Albuera – Tarragona (1811) – Sagunt (Murviedro) – Ciudad Rodrigo (1812) – Badajoz (1812) –  Majadahonda – Salamanca – García Hernández –  Venta del Pozo – Vitoria – 
Sorauren – San Sebastián – Bidassoa
Die Schlacht bei Sorauren war eine Reihe von Gefechten im  Spanischen Unabhängigkeitskrieg und dauerte vom 28. Juli bis zum 1. August 1813. Der Ort der Kampfhandlung lag in der Nähe der kleinen Stadt Sorauren bei Pamplona. Beteiligt waren französische Kräfte unter dem Kommando von Nicolas Jean-de-Dieu Soult, der das belagerte San Sebastian befreien wollte und alliierte (englische, spanische und portugiesische) Truppen unter dem Kommando von Arthur Wellesley, 1. Duke of Wellington.

## Hintergrund
Die Streitkräfte der Alliierten waren beträchtlich verstärkt worden und belagerten die befestigten Städte San Sebastián und Pamplona, die beide von den Franzosen gehalten wurden. Der neue französische Oberkommandierende, der Maréchal Soult, marschierte auf Napoleons Befehl mit drei Kolonnen durch die Pyrenäen, um die Belagerungsringe aufzubrechen und den Eingeschlossenen so zur Hilfe zu kommen. Die Franzosen waren zunächst im Vorteil, aber das unzugängliche Gelände und der sich versteifende Widerstand der Engländer und Portugiesen behinderten ihr Vorwärtskommen zusehends. 
Die Hauptkolonne, etwa 30.000 Mann stark, stand unter dem direkten Befehl von Soult und marschierte auf Sorauren. Die zahlenmäßig weit unterlegenen Briten hielten sich zunächst zurück und bezogen auf einem Hügelkamm Stellung. Am 27. Juli inspizierte  Wellington seine Linien und sprach den Truppen Mut zu. Verstärkungen würden am nächsten Tag eintreffen.

## Die Schlacht
Unterhalb des Hügelkamms tobte eine verlustreiche und blutige Schlacht. Die Verteidiger hielten die Franzosen auf Abstand, bis am Mittag die Verstärkungen auf der Bildfläche erschienen. Der alliierte Personalbestand erhöhte sich damit auf 24.000 Mann. Wellington setzte die Verstärkungen auf den rechten Flügel der Franzosen an, als diese Truppen die französischen Linien erreichten, befahl Soult den Rückzug.

## Auswirkungen
Die Franzosen hatten Verluste in Höhe von 4000 Mann zu beklagen, während die Engländer nur 2600 Mann an Gefallenen und Verwundeten zu verzeichnen hatten.  
Zwei weitere Gefechte folgten am nächsten Tag, als die Franzosen nochmals versuchten, sich zwischen die Truppen von Wellington und die Belagerer von San Sebastian zu schieben. Bei Tolosa gelang es dem General Rowland Hill, diesen Versuch abzuweisen. Bei dem daran anschließenden, nächtlichen Rückzug verloren die Franzosen weitere 3500 Mann. 
Nachdem sein Angriffsschwung gebrochen war, zog sich Soult auf französisches Gebiet zurück und bereitete sich auf eine britische Offensive vor. 
10.000 Männern unter dem Kommando von Général de division Lubin Martin Vandermaesen drohte bei Bera die Einkreisung, die Briten konnten das jedoch wegen Versorgungsproblemen nicht durchführen und Vandermaesen gelang es, sich abzusetzen.